# Жико Милановић
Жико Милановић (Пријепоље, 17. март 1994) српски је хемичар. Он је специјализован за теоријску и рачунарску хемију. Његов рад усредсређен је на молекуларно моделовање и квантно‑хемијске анализе антиоксидативних механизама у природним и синтетичким полифенолним једињењима.
До 2025. године објавио је више од 70 рецензираних радова индексованих у Science Citation Index‑у (SCI), који су цитирани више од 630 пута. Има докторат из хемијских наука са Универзитет у Крагујевцу, где је тренутно запослен у Институту за информационе технологије. Члан је Српског хемијског друштва, и добитник је награде за најбољи студентски рад на 21. конференцији IEEE BIBE 2021.

## Рани живот и образовање
Милановић је основно образовање завршио у Основној школи „Владимир Перић Валтер” у Пријепољу. Гимназију Пријепољска гимназија завршио је у истом граду.
Дипломирао је хемију 2017. године на Државни универзитет у Новом Пазару са просечном оценом 9,69. Године 2018. добио је мастер титулу из хемије на Природно‑математичком факултету Универзитет у Крагујевцу са просеком 10,00. Докторат из хемијских наука одбранио је 2023. године дисертацијом под насловом Structural and Antioxidant Properties of Newly Synthesized Phenolic Derivatives of 4,7‑Dihydroxycoumarin. Његов академски профил регистрован је у националном регистру истраживача COBISS.

## Академска каријера

### Тренутна истраживања
Од 2021. године Милановић је научни сарадник у Институту за информационе технологије Универзитета у Крагујевцу. Његова истраживања користе теорију функционала густине (DFT), молекуларно доковање и симулације молекуларне динамике за испитивање антиоксидативних својстава полифенолних једињења. Он такође проучава механизме везивања антибактеријских и антиканцерних лиганда са ензимима.

### Претходне позиције
Од 2019. до 2020. године био је млађи истраживач на Природно‑математичком факултету Универзитета у Крагујевцу. Године 2019. учествовао је у рачунарским пројектима Bioengineering Research and Development Center (BioIRC). У периоду 2016–2017. радио је као сарадник у настави на Државном универзитету у Новом Пазару, подржавајући курсеве из органске хемије, физичке хемије, молекуларног моделирања и статистичке анализе.

## Публикације и пројекти
Милановић је објавио више од 70 радова у SCI‑индексираним часописима, цитованих више од 630 пута. Његов рад је евидентиран у ORCID‑у, COBISS‑у, и DBLP‑у. Преко 50 пута је представљао своје радове на националним и међународним конференцијама.
У оквиру пројекта DAAD‑ом финансираног „International HoME” — сарадње између Универзитета у Крагујевцу и Универзитета примењених наука у Мерзебургу — обавио је две тромесечне истраживачке резиденције у Немачкој (2021–2022).

## Награде и признања
Милановић је добио награду за најбољег младог истраживача 2020. и награду за најбољег истраживача 2025. године од Института за информационе технологије. Освојио је награду за најбољи студентски рад на IEEE BIBE 2021 за своју студију о моделовању антиоксиданаса. Године 2018. проглашен је за најбољег усменог излагача на 24. конференцији Српског кристалографског друштва. Био је стипендиста програма Доситеја (2017–2018) у оквиру Фонда за младе таленте Србије.

## Научна комуникација и јавно ангажовање
Милановић је основао Тим за промоцију науке у Институту за информационе технологије како би унапредио разумевање науке у широј јавности. Одржао је предавање у оквиру иницијативе „Мај – месец математике”, и представио предавање „Кисеоник – неопходни загађивач” у Научном клубу Крагујевац у сарадњи са Српским хемијским друштвом. У 2024. години учествовао је у Ноћи истраживача, представљајући 3D штампање у биомедицини. Појавио се као гост у научном подкасту „Са науком на ти”.

## Књижевни и поетски израз
Поред научне каријере, Милановић пише поезију. Освојио је прву награду у студентској категорији за песму „Прстен” на књижевној манифестацији На пола пута у Пријепољу. Неколико песама објављено је у стогодишњој монографији Тамо, где поглед не досеже (2021). Његова песма „Махшава” укључена је у антологију 29. конкурса Синђелићеве чегарске ватре (2019).